# La Vascongada
La Vascongada (LV) fue una empresa láctea argentina fundada en 1908 en el partido de Merlo, provincia de Buenos Aires, por el inmigrante vasco Pedro Uthurralt, oriundo de Espès-Undurein, Francia. Competía en sus inicios con La Martona
 y luego llegó a ser la tercera marca de leche del país tras La Serenísima y SanCor.

## Historia

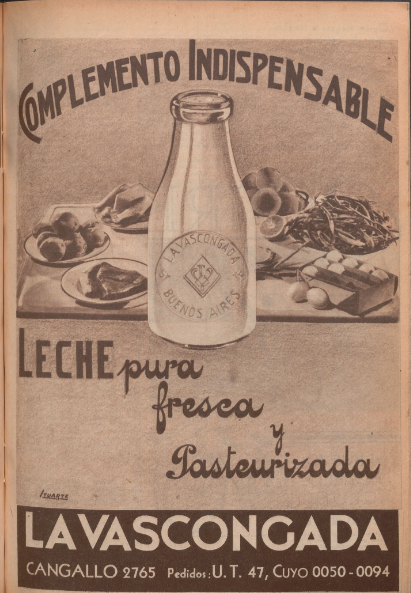
Publicidad de La Vascongada en la revista Aconcagua de agosto de 1936, edición 73.

Pedro Uthurralt llegó a Buenos Aires a bordo del buque Niger, en un viaje que se inició el 5 de noviembre de 1874.
En 1908 fundó La Vascongada.
En la década de 1980, la empresa comenzó a tener problemas financieros y se declaró en quiebra.
En la década de 1990 resurgió con el nombre de Productos La Vascongada en alianza con la italiana Parmalat.
En 1995 se presentó la convocatoria de acreedores y quebró en 1998.
En 2000 se puso a la venta la marca La Vascongada, que compró la empresa Servicios Portuarios, que operaba los puertos de las ciudades de San Nicolás de los Arroyos, Villa Constitución y Rosario y que en 2006 lanzó productos La Vascongada.
La marca Sandy, de postrecitos, fue comprada por la firma entrerriana Baggio. Vascolet, de cacao en polvo, fue adquirida por la multinacional suiza Nestlé y sigue siendo comercializada en Uruguay.